# Coprophanaeus abas
Coprophanaeus abas är en skalbaggsart som beskrevs av Macleay 1819. Coprophanaeus abas ingår i släktet Coprophanaeus och familjen bladhorningar. Inga underarter finns listade i Catalogue of Life.